# ダノンファンタジー
ダノンファンタジー（欧字名:Danon Fantasy、2016年1月30日 - ）は、日本の競走馬・繁殖牝馬。主な勝ち鞍は2018年の阪神ジュベナイルフィリーズ、ファンタジーステークス、2019年のチューリップ賞、ローズステークス、2020年の阪神カップ、2021年のスワンステークス。2018年のJRA賞最優秀2歳牝馬である。

## 経歴

### 誕生からデビューまで
母馬のライフフォーセール（Life For Sale）はアルゼンチン生まれで、2011年にラプラタ1000ギニー（亜3歳G2・ダート1600メートル）、ラプラタオークス（亜3歳G1・ダート2000メートル）、ブエノスアイレス大賞（亜3歳G1・ダート2200メートル）などを無敗で制した競走馬である。通算10戦8勝。これを北海道安平町のノーザンファームが購買、2013年に日本へ輸入し繁殖牝馬とした。
母馬の父Not for Saleはアルゼンチンのリーディングサイアーである。父系を遡ると種牡馬として日本で成功したフォルティノに行き着く。Not for Saleの産駒でG1競走を勝った牝馬としては、ほかにバラダセール（Balada Sale）、サファリミス（Safari Miss）、ミスセレンディピティ（Miss Serendipity）がおり、いずれもノーザンファームが繁殖牝馬として購入している。
本馬はライフフォーセールの3番仔として2016年1月30日に誕生。1歳のとき、2017年のセレクトセール1歳市場に「ライフフォーセールの2016」として上場、(株)ダノックス（野田順弘）が9000万円（税込9720万円）で落札した。
その後日本中央競馬会（JRA）の中内田充正調教師に預託され、「ダノンファンタジー」と命名された。馬名は馬主野田順弘の冠名「ダノン」＋「幻想」。「幻想的な走りを期待して」命名されたものである。

### 2歳（2018年）
6月3日東京の2歳新馬戦に2番人気でデビュー。レースでは好位を追走し、直線で脚を伸ばしたがグランアレグリアの2着に敗れる。その後、3か月の休養を挟んで9月16日阪神の2歳未勝利戦は道中3・4番手で追走すると直線で鋭く抜け出すと最後はレッドヴィータに2馬身差をつけて圧勝、2戦目で初勝利を飾る。

#### ファンタジーS
11月3日京都競馬場のファンタジーステークス（G3・芝1400メートル・1着賞金2900万円）は1勝馬ばかりの対戦となり、単勝1.5倍の圧倒的本命に支持された。主戦の川田将雅騎手は、中団に待機し、道中では折り合いに専念した。ファンタジーステークスは12月の阪神ジュベナイルフィリーズの前哨戦の位置づけながら、両競走を連勝した馬は過去15年間でていない。中内田充正調教師と川田騎手は予め示し合わせた上で、今後の競走のことを考えて後方に控える1600メートル戦の乗り方をしたという。ダノンファンタジーは、直線で外から追い込んで「楽々と」2着に1馬身3/4差をつけ「完勝」した。ゴール前では手綱を抑える余裕があった。ダノンファンタジーにとってはこれが重賞初勝利となり、2歳牝馬チャンピオンの有力候補となった。

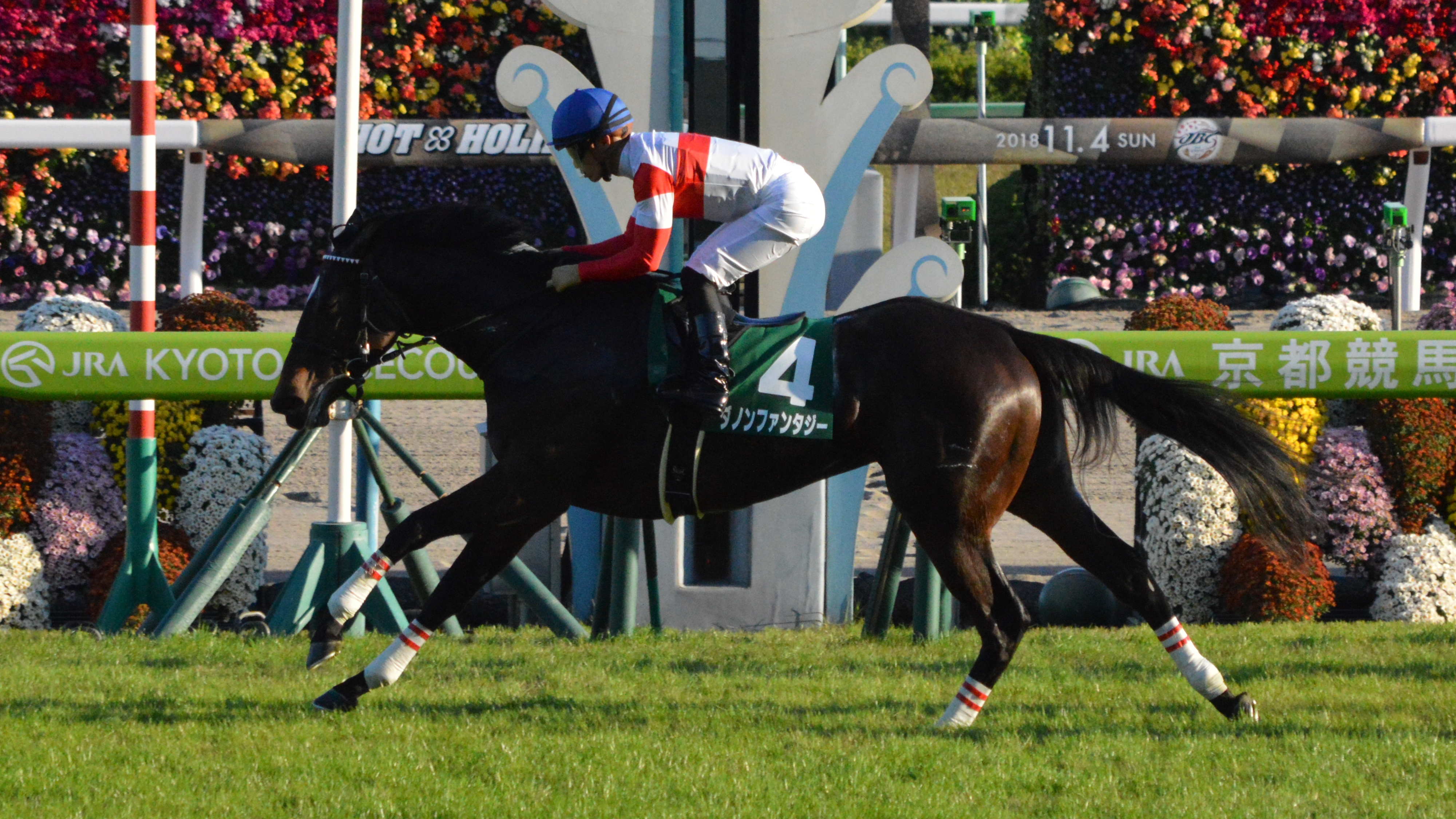
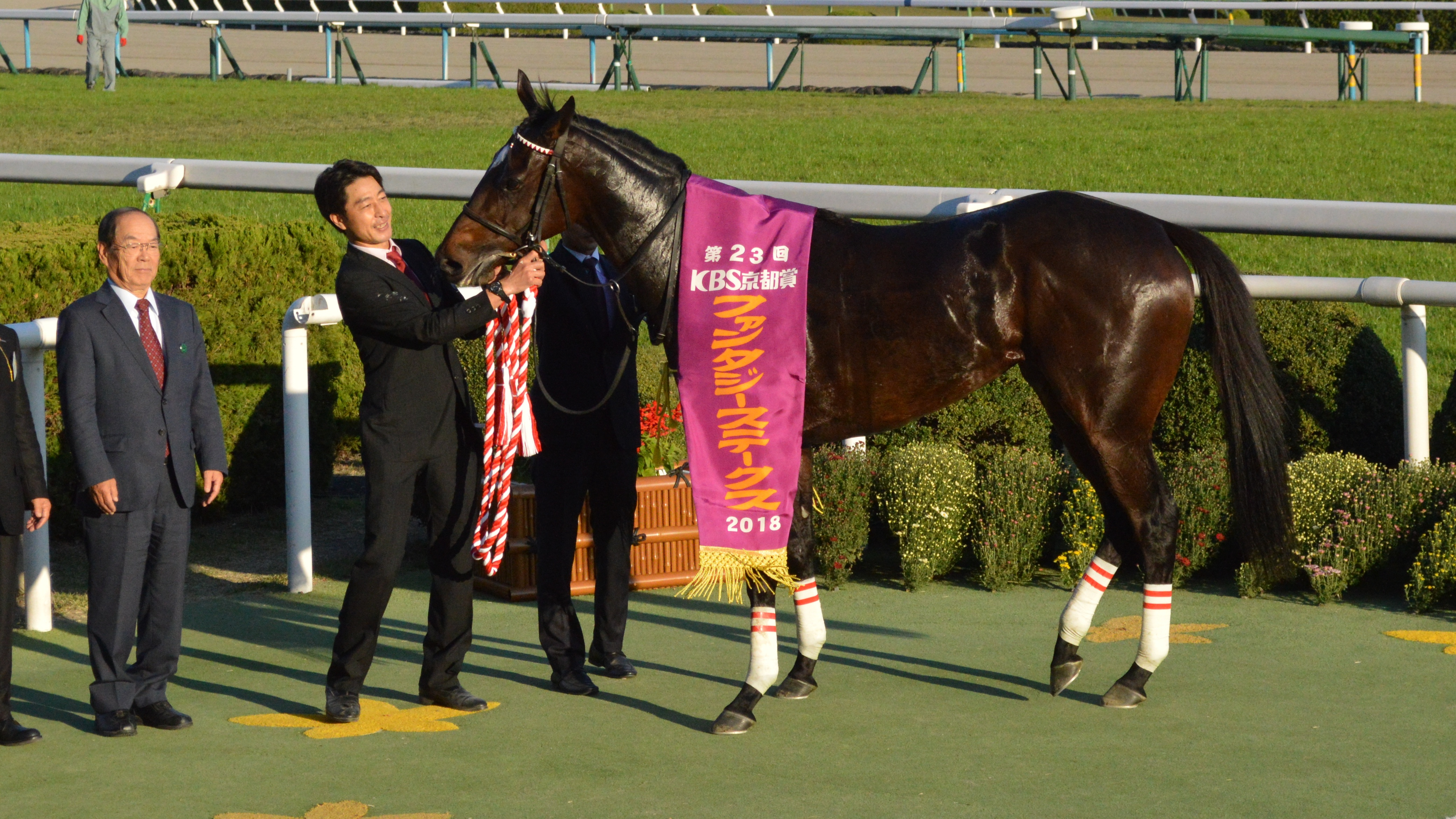

#### グランアレグリアとのライバル関係
この頃からグランアレグリアがライバルとの見方がなされている。グランアレグリアは「108」のレーティングを与えられているのに対し、ダノンファンタジーはファンタジーSのレーティングでは「107」を与えられた。「競馬ブック」の長岡利幸は、ファンタジーSでのダノンファンタジーを「完勝」「力の違いを見せつけた」と評しながら、「最大のライバル」であるグランアレグリアが10月のサウジアラビアロイヤルカップでみせた勝ち方と比べると物足りなさを感じると述べた。同誌の吉岡哲哉も初めはダノンファンタジーは物足りないと考えた。しかし将来を考えて控える競馬をしたのだと知って「納得」したという。
しかし既にグランアレグリアは牝馬限定の阪神ジュベナイルフィリーズではなく牡牝混合の朝日杯フューチュリティステークスへ向かうことを表明しており、両馬の対戦はしばらく先まで実現しないことになった。

#### 阪神JFを制し暫定2歳牝馬チャンピオンとなる
「実質的な2歳女王決定戦」である12月9日の阪神ジュベナイルフィリーズ（G1・芝1600メートル・1着賞金6500万円）は、グランアレグリアを欠くものの、有力馬として、2016年の優勝馬で後にオークスを制したソウルスターリングの半妹シェーングランツ、1999年の桜花賞・エリザベス女王杯2着馬フサイチエアデールの娘ビーチサンバ、デビューから2連勝中のクロノジェネシスらが名乗りをあげた。ダノンファンタジー（1番人気）の主戦騎手の川田は、阪神ジュベナイルフィリーズ当日は香港に遠征中のため、代わりにクリスチャン・デムーロ騎手を鞍上に迎えることになった。人気はダノンファンタジーが単勝2.6倍の本命、対抗馬クロノジェネシスも3.6倍と差がなく、次いでシェーングランツ6.2倍、ビーチサンバ8.2倍と上位馬の人気が分散して拮抗した。
スタートでクロノジェネシスが後手を踏み1馬身出遅れた。ダノンファンタジーは無難に発馬したのに、後方へ下げ、後ろから3、4番手の位置に控えた。道中、ダノンファンタジーが先へ行きたがっていたのをデムーロ騎手はなんとか宥めて待機した。最終コーナーをまわる時点では、デムーロ騎手はまだスパートするのを待とうと考えていた。しかし外側からクロノジェネシスがあがってきてダノンファンタジーの進路をブロックしようとしたので、これを防ぐため咄嗟にスパートの指示を出した。ダノンファンタジーはこの合図に即座に呼応して加速すると、クロノジェネシスに進路を譲らずに進出した。そこから2頭が馬体を併せて「申し合わせたような一騎打ち」の追い比べになり、一度は両馬の鼻面がまったく並ぶ接戦となった。残り200メートルほどのあたりでダノンファンタジーが僅かに前に出ると、最後は半馬身差をつけて優勝した。ダノンファンタジーには「111」のレーティングが与えられた。
中内田調教師にとっては阪神ジュベナイルフィリーズ初優勝。乗り替わりで阪神ジュベナイルフィリーズ初優勝となったデムーロ騎手は「来年の桜花賞もチャンスが有る」と評した。サラブレッド血統センターの藤井正広は、ディープインパクトの産駒にしては珍しく、長い叩きあいで根負けしない「接近戦志向」があると評した（『優駿』）。また、「ディープインパクト牝馬としては異質の粘り強い末脚」とも評している（『競馬ブック』）。育成牧場のノーザンファーム早来にとっては、これが育成馬としては初めてのG1優勝馬となった。
翌週の朝日杯フューチュリティステークスでは単勝1.5倍の本命に支持されたグランアレグリアが3着に敗退した（レーティングは109）。その結果、年末のJRA賞投票では、ダノンファンタジーが全276票中275票を集め、最優秀2歳牝馬に選出された。「全日本合同フリーハンデ」では「110」で2歳牝馬の首位（グランアレグリアは「109+」で2位）、JPNサラブレッドランキングでは「111」で2歳牝馬の首位（グランアレグリアは「109」で3位）となった。

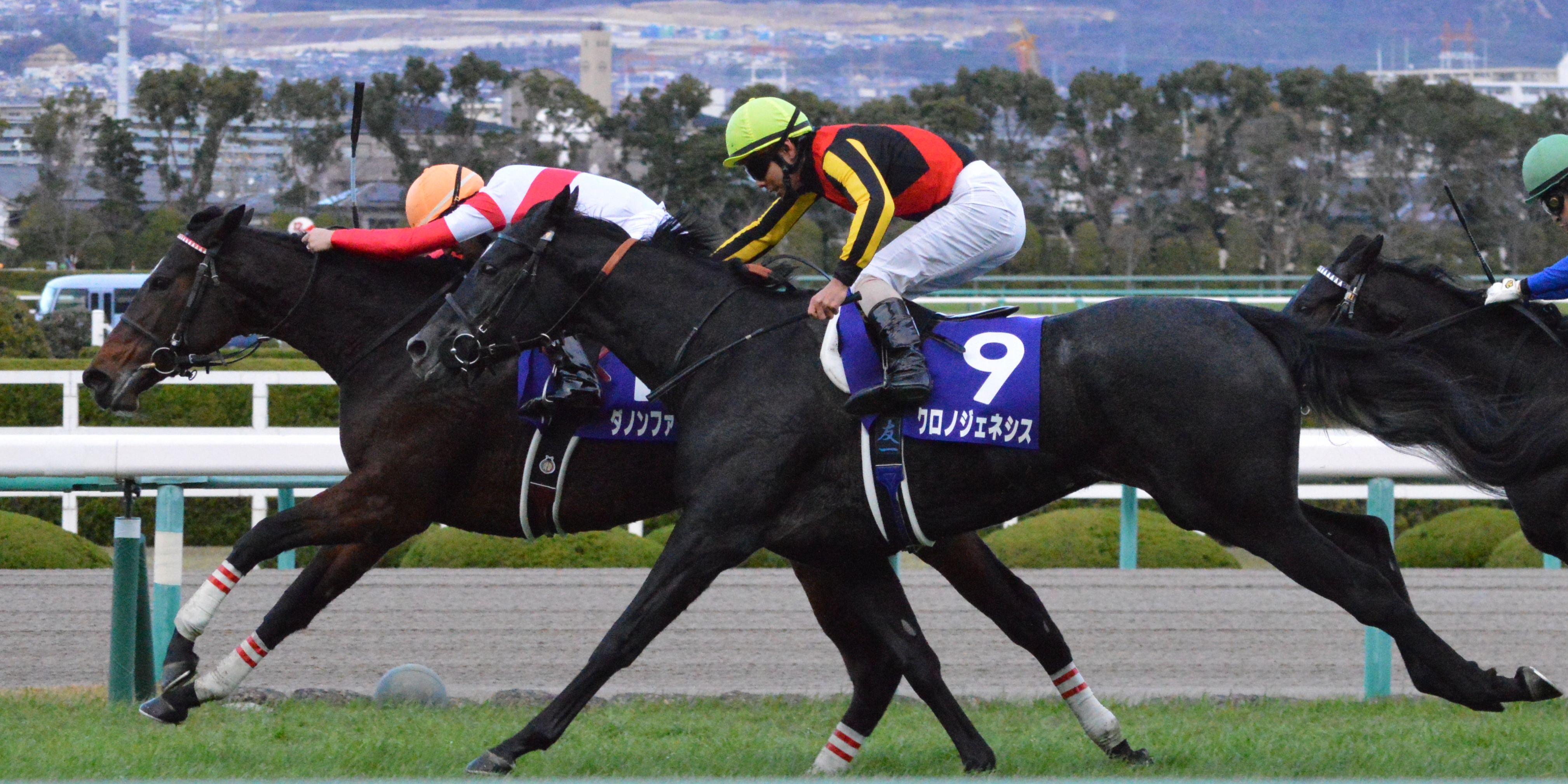
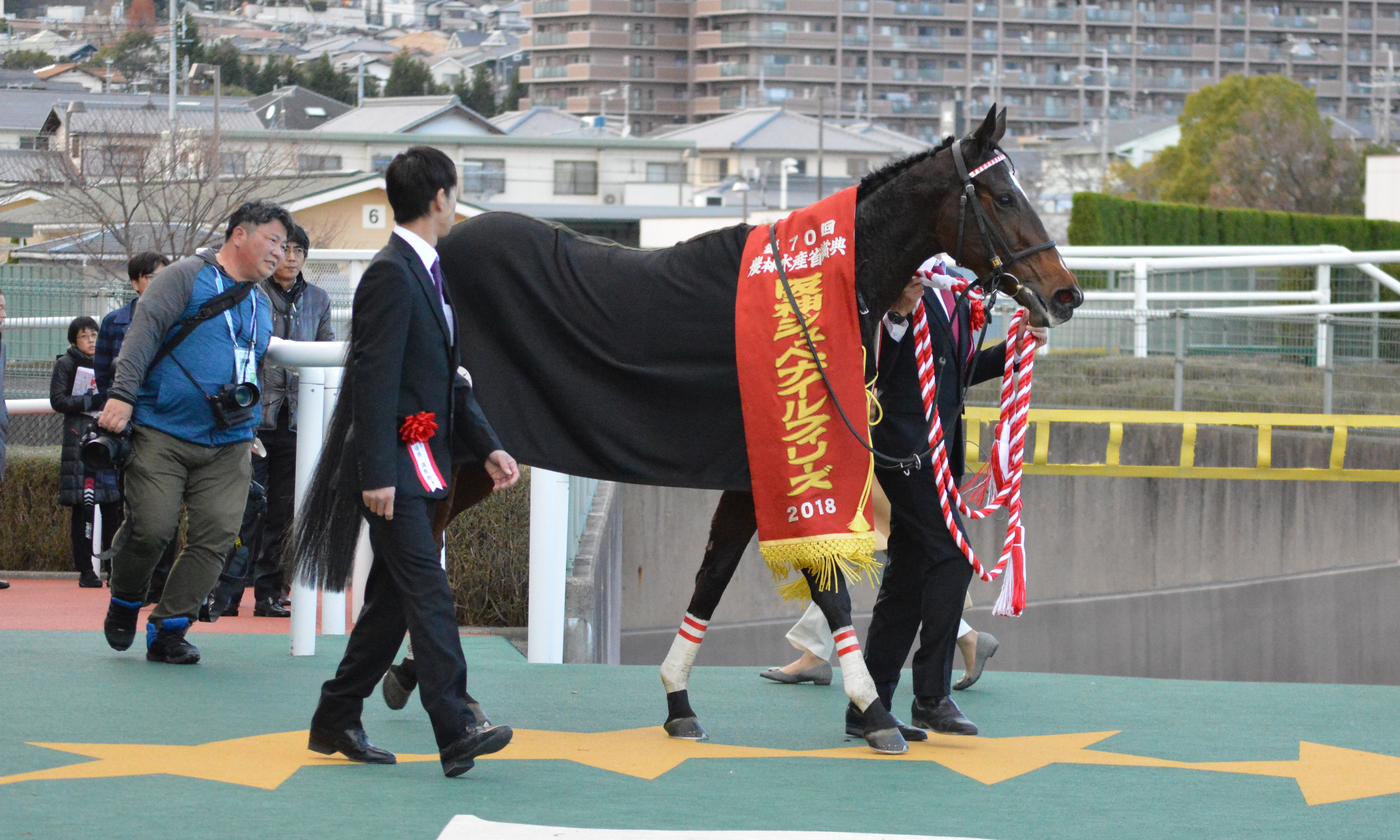
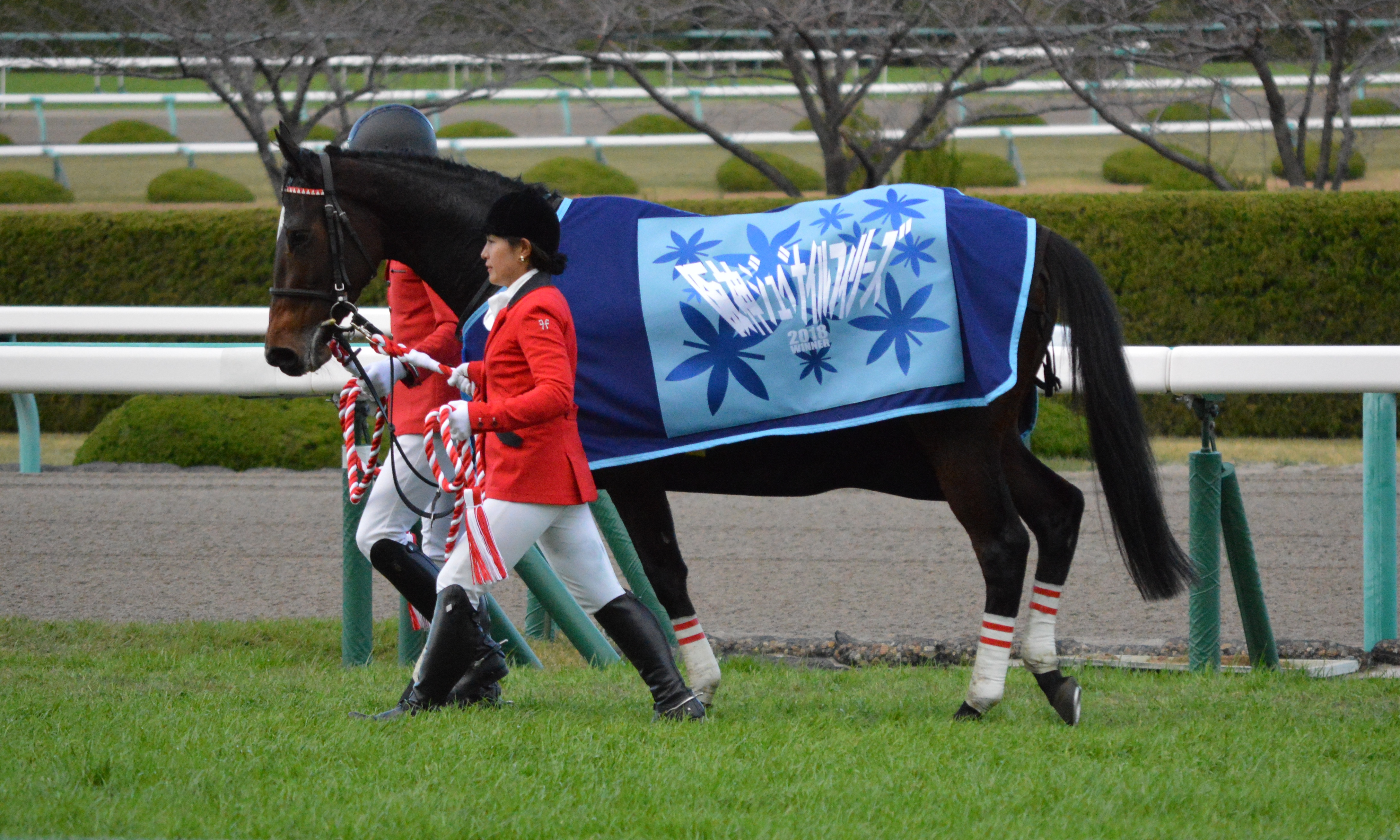

### 3歳 (2019年)
桜花賞トライアルであるチューリップ賞から始動。鞍上も川田に戻ったこの一戦では単勝オッズ1.3倍の圧倒的な支持を受けた。直線進路が開かないロスがあったものの外へ持ち出すとそこから鋭い伸びをみせ、差し切りを図ったシゲルピンクダイヤの追撃を退け優勝。3歳シーズンを好スタートで飾った。
満を持して迎えた牝馬三冠一冠目の桜花賞ではライバルと目されていたグランアレグリアやクロノジェネシス含めた一流の牝馬が集合した中で1番人気に推される。レース本番では道中好位につけて直線で粘る形を取るも、残り約400mで脚色が衰え失速、グランアレグリアが後続を突き放す圧勝のレコード勝ちを収めた中、自身は4着に終わり、5連勝で2つ目のGIタイトル獲得とはならなかった。
巻き返しを図った優駿牝馬（オークス）は、グランアレグリアがNHKマイルカップに向かった為本競走には出走しなかったものの、桜花賞での敗戦や距離面での不安から4番人気に評価を落とす。迎えたレース本番では直線で仕掛ける各馬に合わせて進出するも、3戦無敗で重賞未勝利の1番人気ラヴズオンリーユーが大外強襲を掛けて各馬を抜き去り1着入線。レコード勝ちで無敗のオークス制覇を果たす中、本馬は5着に終わった。
夏は休養に充て、秋はローズステークスから始動。桜花賞馬、オークス馬共に不在だったものの、フローラステークス勝ち馬ウィクトーリア、桜花賞2着のシゲルピンクダイヤらのオークスで対戦したメンバー、三冠牝馬ジェンティルドンナの子モアナアネラらの夏で鍛えた馬などの好メンバーが集まった。その中で唯一のGI馬であったこともあり1番人気に推される。レースでは鞍上の川田将雅がレース後に「出過ぎた。」と語るほどの好スタートを見せると道中は行きたがった所を抑えて中団に位置付けると、直線では残り約200mで末脚を発揮し先頭に並びかけると最後は2着ビーチサンバをクビ差かわして1着入線。前年の2歳女王の復活を印象付けるレコード勝ちを果たした。
続いて牝馬三冠最終戦の秋華賞に出走。前日に令和元年東日本台風（台風19号）が日本列島に上陸し、当日は徐々に乾いてきてはいたものの、稍重の馬場状態でレースを迎えた。さらにグランアレグリアが別路線に進み、ラヴズオンリーユーが調整の遅れで本競走を回避した為、17年振りに桜花賞馬、オークス馬共に不在のレースとなった。このように不確定要素は多かったものの最終的に単勝3.5倍の1番人気に推される。レースでは最内枠から好スタートを見せるとそのまま3番手に位置付けて直線での進出を試みたが、稍重にもかかわらずペースが速くなった事も影響してか、最後は馬群に飲み込まれ8着に終わった。

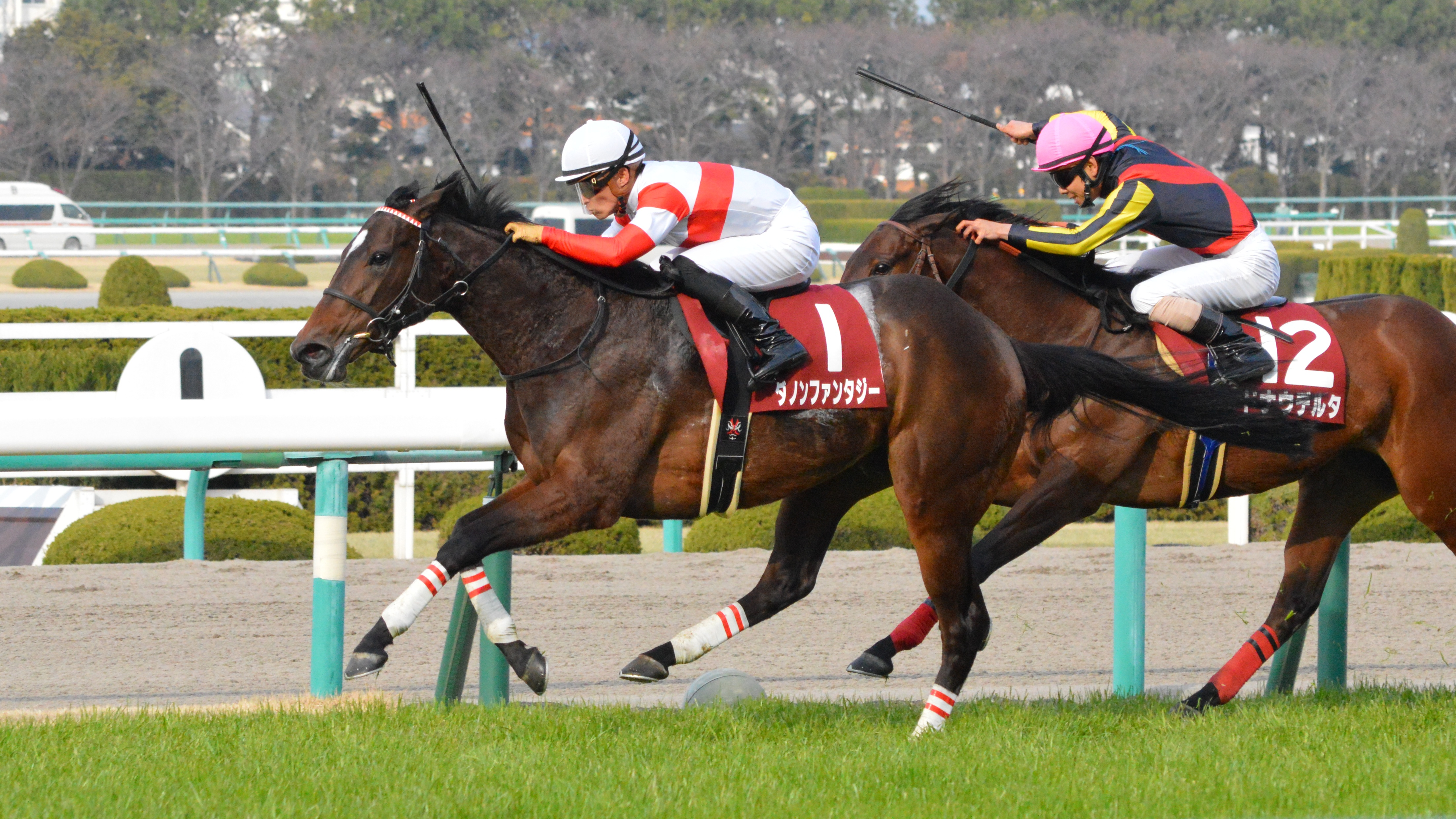
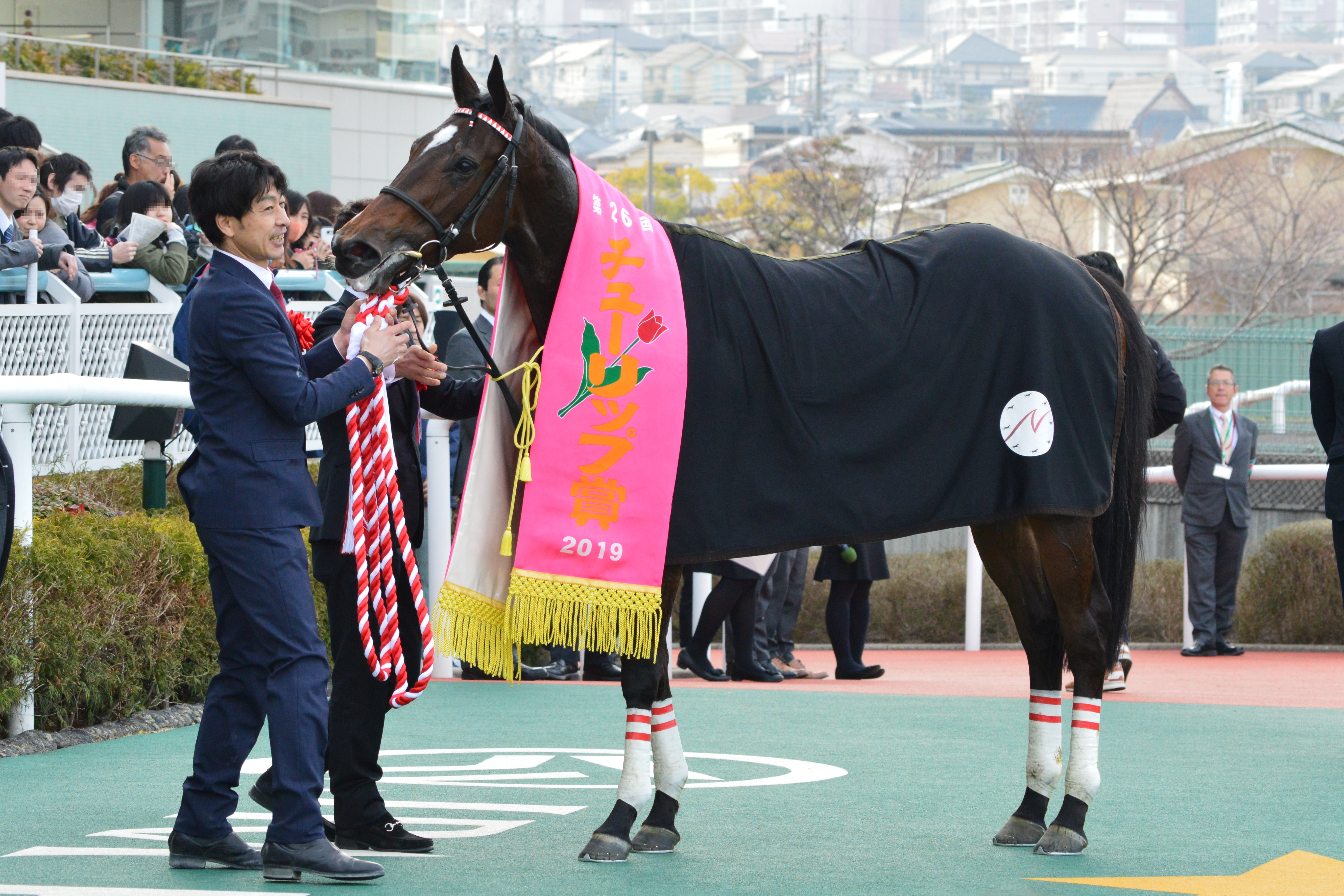
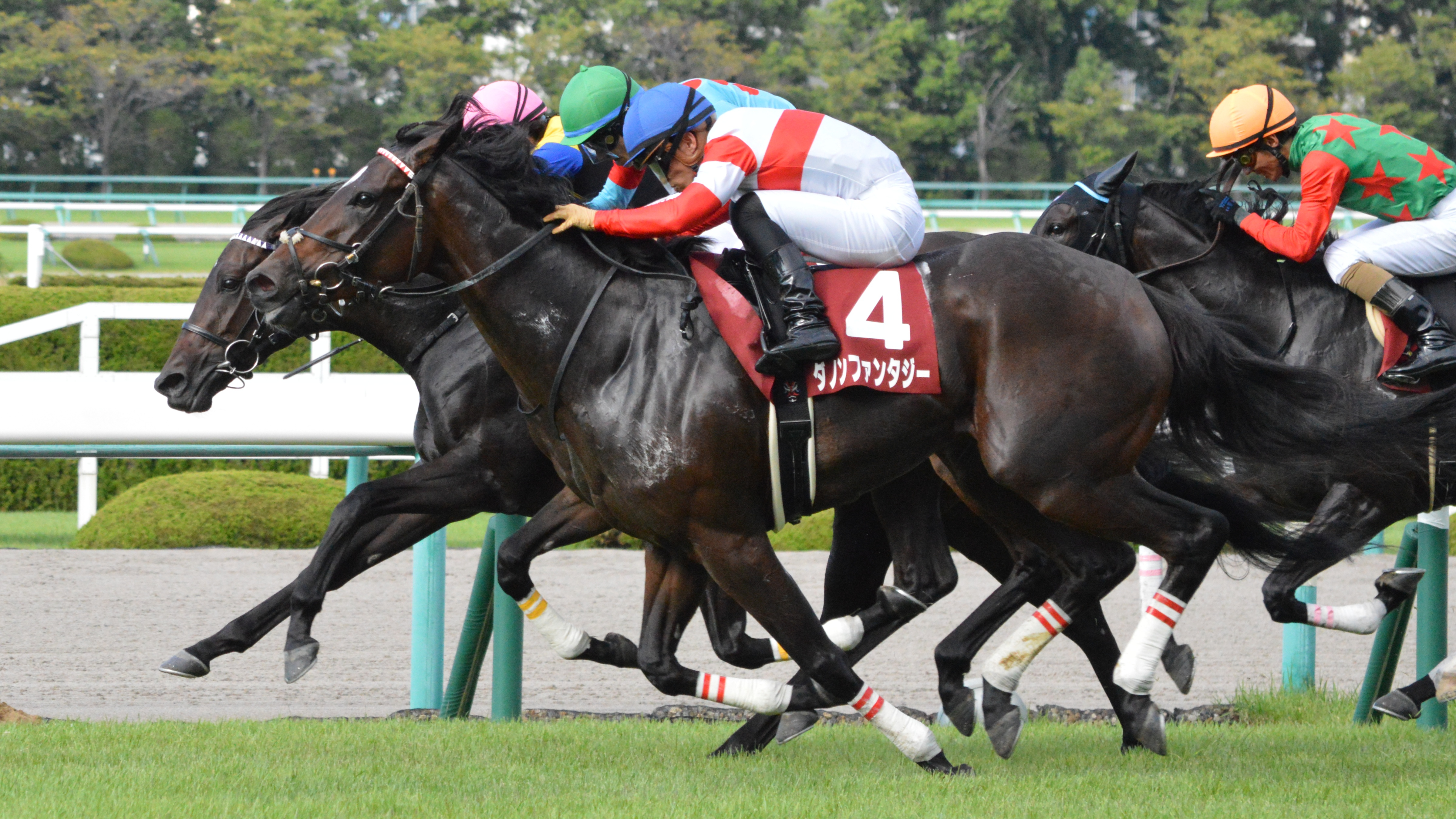
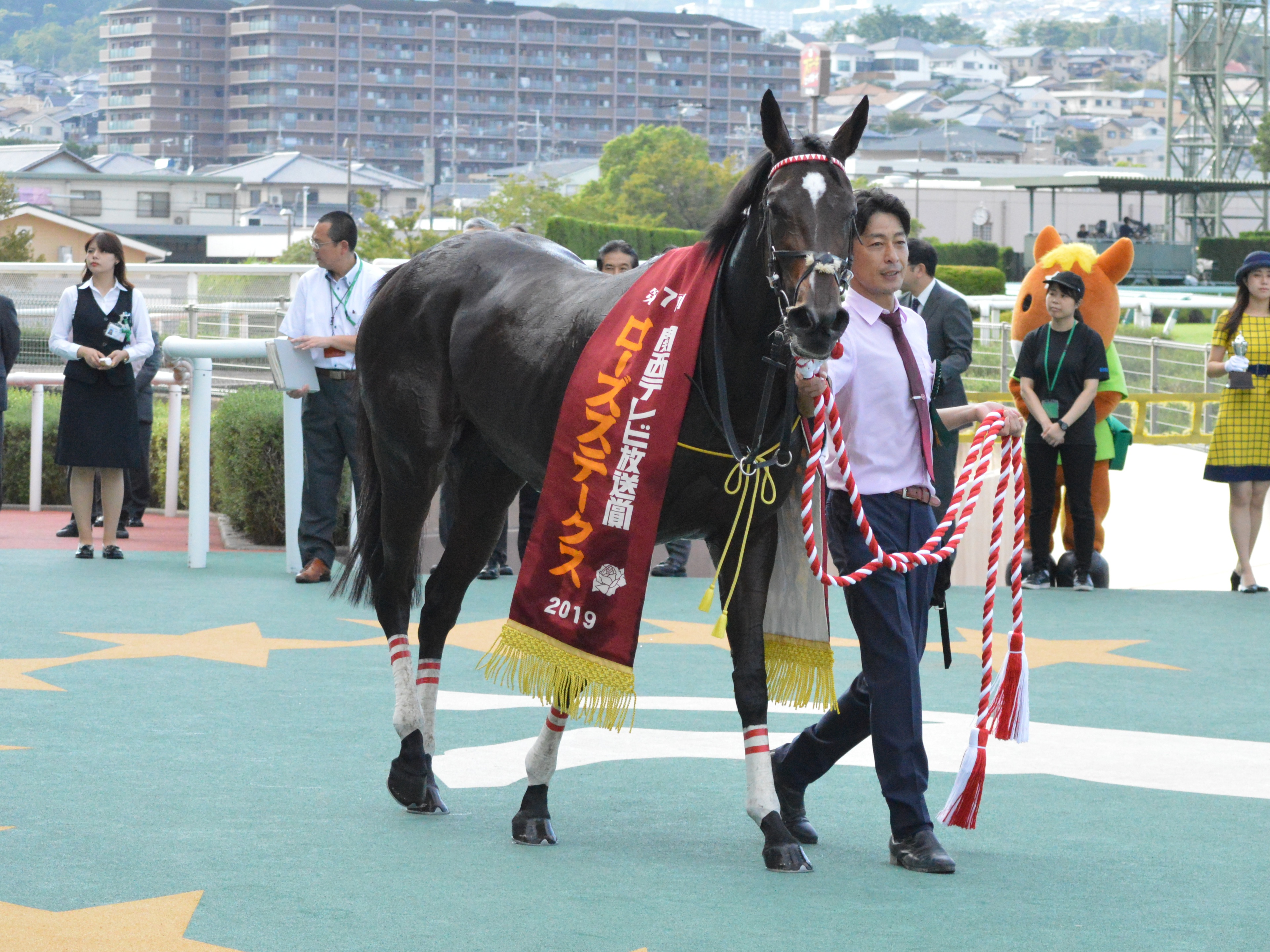

### 4歳（2020年）
約半年の休養を経て阪神牝馬ステークスで復帰。久々の実戦ながら1番人気に推されたが、前走からプラス22kgの大幅な馬体増が影響してか伸びきれず5着に敗れた。
続くヴィクトリアマイルは前走から馬体重マイナス20kgと体を絞って出走。アーモンドアイが圧倒的な人気を集める中、6番人気での出走となった。レースはアーモンドアイが圧勝。本馬は5着だった。
秋の復帰戦となった府中牝馬ステークスは同期のオークス馬ラヴズオンリーユーに次ぐ2番人気で出走。レースは8頭立てながら下位人気3頭で決まった波乱の決着の中、自身は重馬場で伸びきれず6着に敗れた。
次走には久々の1400m戦となる阪神カップを選択。鞍上には同日のホープフルステークスでダノンザキッドに騎乗予定の川田に代わり、藤岡佑介を迎えた。インディチャンプが圧倒的支持を集める中、4番人気で迎えたレース本番、道中は好位の内でレースを進め、直線に向くと抜け出して2着マルターズディオサに1馬身3/4差をつけて優勝。前年のローズステークス以来の勝利で重賞5勝目をマークした。

### 5歳（2021年）
年が明け前走と同じ舞台の阪急杯に出走、同じGI馬のレシステンシア、インディチャンプと人気を分け合うもレースはやや後方から伸びるも5着に敗退。次走は高松宮記念に出走し、2番手から競馬をするも過去最低着順の12着と惨敗。続くヴィクトリアマイルは上がり2位の33秒0で追い込むも7着に終わった。夏の休養を挟み、10月30日に行われたスワンステークスでは中団追走から最後の直線で各馬をまとめて差し切り、重賞6勝目を挙げた。その後、優先出走権を獲得していたマイルチャンピオンシップを回避し12月25日の阪神カップに出走。レースでは好位追走からしぶとく脚を伸ばし3着となった。翌2022年1月14日付けで競走馬登録を抹消、ノーザンファーム空港牧場で繁殖牝馬となる。

## 競走成績
以下の内容はnetkeiba.comの情報に基づく。
| 競走日     | 競馬場 | 競走名         | 格   | 距離（馬場）  | 頭 数 | 枠 番 | 馬 番 | オッズ （人気） | 着順 | タイム （上がり3F） | 着差 | 騎手        | 斤量 [kg] | 1着馬（2着馬）         | 馬体重 [kg] |
| ---------- | ------ | -------------- | ---- | ------------- | ----- | ----- | ----- | --------------- | ---- | ------------------- | ---- | ----------- | --------- | ---------------------- | ----------- |
| 2018.06.03 | 東京   | 2歳新馬        |      | 芝1600m（良） | 15    | 3     | 4     | 002.90（2人）   | 02着 | R1:33.9（33.7）     | -0.3 | 0川田将雅   | 54        | グランアレグリア       | 442         |
| 0000.09.16 | 阪神   | 2歳未勝利      |      | 芝1600m（良） | 9     | 7     | 7     | 001.30（1人）   | 01着 | R1:35.9（34.4）     | -0.3 | 0川田将雅   | 54        | （レッドヴィータ）     | 460         |
| 0000.11.03 | 京都   | ファンタジーS  | GIII | 芝1400m（良） | 9     | 4     | 4     | 001.50（1人）   | 01着 | R1:21.8（33.8）     | -0.3 | 0川田将雅   | 54        | （ベルスール）         | 460         |
| 0000.12.09 | 阪神   | 阪神JF         | GI   | 芝1600m（良） | 18    | 7     | 13    | 002.60（1人）   | 01着 | R1:34.1（34.0）     | -0.1 | 0C.デムーロ | 54        | （クロノジェネシス）   | 460         |
| 2019.03.02 | 阪神   | チューリップ賞 | GII  | 芝1600m（良） | 13    | 1     | 1     | 001.30（1人）   | 01着 | R1:34.1（34.0）     | -0.2 | 0川田将雅   | 54        | （シゲルピンクダイヤ） | 460         |
| 0000.04.07 | 阪神   | 桜花賞         | GI   | 芝1600m（良） | 18    | 7     | 15    | 002.80（1人）   | 04着 | R1:33.1（34.0）     | -0.4 | 0川田将雅   | 55        | グランアレグリア       | 462         |
| 0000.05.19 | 東京   | 優駿牝馬       | GI   | 芝2400m（良） | 18    | 4     | 8     | 006.40（4人）   | 05着 | R2:23.3（35.5）     | -0.5 | 0川田将雅   | 55        | ラヴズオンリーユー     | 456         |
| 0000.09.15 | 阪神   | ローズS        | GII  | 芝1800m（良） | 12    | 4     | 4     | 002.20（1人）   | 01着 | R1:44.4（33.1）     | -0.0 | 0川田将雅   | 54        | （ビーチサンバ）       | 458         |
| 0000.10.13 | 京都   | 秋華賞         | GI   | 芝2000m（稍） | 17    | 1     | 1     | 003.50（1人）   | 08着 | R2:01.0（37.3）     | -1.1 | 0川田将雅   | 55        | クロノジェネシス       | 464         |
| 2020.04.11 | 阪神   | 阪神牝馬S      | GII  | 芝1600m（良） | 16    | 7     | 13    | 002.90（1人）   | 05着 | R1:33.3（34.3）     | -0.4 | 0川田将雅   | 55        | サウンドキアラ         | 486         |
| 0000.05.17 | 東京   | ヴィクトリアM  | GI   | 芝1600m（良） | 16    | 4     | 7     | 018.40（6人）   | 05着 | R1:31.5（33.5）     | -0.9 | 0川田将雅   | 55        | アーモンドアイ         | 466         |
| 0000.10.17 | 東京   | 府中牝馬S      | GII  | 芝1800m（重） | 8     | 2     | 2     | 004.00（2人）   | 06着 | R1:49.6（37.2）     | -1.1 | 0川田将雅   | 54        | サラキア               | 470         |
| 0000.12.26 | 阪神   | 阪神C          | GII  | 芝1400m（良） | 16    | 3     | 6     | 009.60（4人）   | 01着 | R1:19.7（34.1）     | -0.3 | 0藤岡佑介   | 55        | （マルターズディオサ） | 476         |
| 2021.02.28 | 阪神   | 阪急杯         | GIII | 芝1400m（良） | 17    | 1     | 2     | 003.10（2人）   | 05着 | R1:19.8（33.9）     | -0.6 | 0川田将雅   | 55        | レシステンシア         | 476         |
| 0000.03.28 | 中京   | 高松宮記念     | GI   | 芝1200m（重） | 18    | 3     | 6     | 024.20（8人）   | 12着 | R1:10.0（35.6）     | -0.8 | 0藤岡佑介   | 55        | ダノンスマッシュ       | 470         |
| 0000.05.16 | 東京   | ヴィクトリアM  | GI   | 芝1600m（良） | 18    | 6     | 11    | 058.70（9人）   | 07着 | R1:31.9（33.0）     | -0.9 | 0藤岡佑介   | 55        | グランアレグリア       | 472         |
| 0000.10.30 | 阪神   | スワンS        | GII  | 芝1400m（良） | 18    | 5     | 9     | 003.70（1人）   | 01着 | R1:20.7（34.5）     | -0.1 | 0川田将雅   | 55        | （サウンドキアラ）     | 478         |
| 0000.12.25 | 阪神   | 阪神C          | GII  | 芝1400m（良） | 18    | 4     | 7     | 004.30（2人）   | 03着 | R1:20.6（34.7）     | -0.3 | 0藤岡佑介   | 55        | グレナディアガーズ     | 486         |

- タイム欄のRはレコード勝ちを示す

## 繁殖成績
|       | 誕生年 | 馬名                         | 毛色   | 父             | 性 | 厩舎 | 馬主 | 戦績 | 出典 |
| ----- | ------ | ---------------------------- | ------ | -------------- | -- | ---- | ---- | ---- | ---- |
| 初仔  | 2023年 | （ダノンファンタジーの2023） | 鹿毛   | レイデオロ     | 牝 |      |      |      |      |
| 2番仔 | 2024年 | （ダノンファンタジーの2024） | 黒鹿毛 | エピファネイア | 牝 |      |      |      |      |

- 2024年9月26日現在

## 血統表
| ダノンファンタジーの血統                       | ダノンファンタジーの血統                               | ダノンファンタジーの血統 | （血統表の出典）     | （血統表の出典） |
| 父系                                           | サンデーサイレンス系                                   | サンデーサイレンス系     | サンデーサイレンス系 | [ § 2 ]          |
| 父 ディープインパクト 2002 鹿毛                | 父の父*サンデーサイレンス Sunday Silence 1986 青鹿毛   | Halo                     | Hail to Reason       | Hail to Reason   |
| 父 ディープインパクト 2002 鹿毛                | 父の父*サンデーサイレンス Sunday Silence 1986 青鹿毛   | Halo                     | Cosmah               |                  |
| 父 ディープインパクト 2002 鹿毛                | 父の父*サンデーサイレンス Sunday Silence 1986 青鹿毛   | Wishing Well             | Understanding        | Understanding    |
| 父 ディープインパクト 2002 鹿毛                | 父の父*サンデーサイレンス Sunday Silence 1986 青鹿毛   | Wishing Well             | Mountain Flower      |                  |
| 父 ディープインパクト 2002 鹿毛                | 父の母*ウインドインハーヘア Wind in Her Hair 1991 鹿毛 | Alzao                    | Lyphard              | Lyphard          |
| 父 ディープインパクト 2002 鹿毛                | 父の母*ウインドインハーヘア Wind in Her Hair 1991 鹿毛 | Alzao                    | Lady Rebecca         |                  |
| 父 ディープインパクト 2002 鹿毛                | 父の母*ウインドインハーヘア Wind in Her Hair 1991 鹿毛 | Burghclere               | Busted               | Busted           |
| 父 ディープインパクト 2002 鹿毛                | 父の母*ウインドインハーヘア Wind in Her Hair 1991 鹿毛 | Burghclere               | Highclere            |                  |
| 母 *ライフフォーセール Life For Sale 2008 鹿毛 | 母の父Not for Sale 1994 黒鹿毛                         | Parade Marshal           | Caro                 | Caro             |
| 母 *ライフフォーセール Life For Sale 2008 鹿毛 | 母の父Not for Sale 1994 黒鹿毛                         | Parade Marshal           | Stepping High        |                  |
| 母 *ライフフォーセール Life For Sale 2008 鹿毛 | 母の父Not for Sale 1994 黒鹿毛                         | Love for Sale            | Laramie Trail        | Laramie Trail    |
| 母 *ライフフォーセール Life For Sale 2008 鹿毛 | 母の父Not for Sale 1994 黒鹿毛                         | Love for Sale            | Museliere            |                  |
| 母 *ライフフォーセール Life For Sale 2008 鹿毛 | 母の母Doubt Fire 2001 黒鹿毛                           | Ski Champ                | Icecapade            | Icecapade        |
| 母 *ライフフォーセール Life For Sale 2008 鹿毛 | 母の母Doubt Fire 2001 黒鹿毛                           | Ski Champ                | Ski Goggle           |                  |
| 母 *ライフフォーセール Life For Sale 2008 鹿毛 | 母の母Doubt Fire 2001 黒鹿毛                           | My Little Life           | Ghadeer              | Ghadeer          |
| 母 *ライフフォーセール Life For Sale 2008 鹿毛 | 母の母Doubt Fire 2001 黒鹿毛                           | My Little Life           | Dimane               |                  |
| 母系(F-No.)                                    | 7号族(FN:7-a)                                          | 7号族(FN:7-a)            | 7号族(FN:7-a)        | [ § 3 ]          |
| 5代内の近親交配                                | Lyphard4×5＝9.38%                                      | Lyphard4×5＝9.38%        | Lyphard4×5＝9.38%    | [ § 4 ]          |
| 出典                                           | 1. 2. 3. 4.                                            | 1. 2. 3. 4.              | 1. 2. 3. 4.          | 1. 2. 3. 4.      |

母のライフフォーセール（Life for Sale）はアルゼンチン産のサラブレッド。現役時代はアルゼンチンで2歳から4歳まで走り10戦8勝、うち6勝はグレード競走。主な勝鞍はセレクシオンデポトランカス（通称ラプラタオークス、G1・ダート2000メートル）、ブエノスアイレス州大賞（プロヴィンシア・ド・ブエノスアイレス大賞、G1・ダート2200メートル）、ポーラデポトランカス（通称ラプラタ1000ギニー、G2・ダート1600メートル）、ミゲルルイスモラレス賞（Premio Miguel Luis Morales、G2・ダート1600メートル）、ラウルアリステギ賞（Premio Raul Aristegui、G2・ダート1400メートル）、デルリAゴメス賞（Premio Derli A.Gomez、G3・ダート1200メートル）、アミルカルAメルカデル賞（Premio Amilcar A.Mercader、L・ダート1300メートル）。2013年に日本に輸入。
母の母の父Ski Champはスキーパラダイスやスキーキャプテンの半兄。
母の父のNot for Saleは、アルゼンチンのリーディングサイアーである。2015年に死亡。